# Flanörroman
Flanörromanen är en litterär genre som i sin moderna form växte fram i takt med det ekonomiska uppsvinget under 1800-talet, där flanören är mer inriktad på vad som ytligt händer människorna än vad som händer inombords. Lokalangivelserna är ofta noggrant och exakt förklarade, vilket gör att den som är bekant med den beskrivna miljön känner igen sig, medan det kan vara svårt att hänga med för den som är obekant med miljön. Ofta beskrivs huvudpersonens planlösa vandringar i staden, och berättelsen drivs i många fall framåt just av rörelserna genom staden. Flanörromanen behöver dock inte fokusera på flanerandet i sig, utan lika mycket på genrens sinnesstämning, präglad av Fin de siècle.
Hjalmar Söderberg har ofta beskrivits som ett typexempel på flanörförfattare.

## Bakgrund
Flanörmotivet är, i grund och botten, förekommande även under antiken, och exempelvis Horatius verk innehåller flanerande drag. Med reseskildringarnas popularisering under 1700-talet blev flanörlitteraturen allt vanligare: postdiligensresor dyker upp i litteraturens värld, och andra kurirer fann sin plats likaså. De fattigare - såsom Rousseau - tog sig fram till fots, men producerade ändå reseskildringar av flanerande slag. Flanörromanen som en stadsvandringsbok kom dock att utvecklas först under det ekonomiska uppsvinget under 1800-talet, då flanerande också kom att bli en framväxande trend, som kulminerade vid sekelskiftet mellan 1800-talet och 1900-talet. Flanörerna vandrade planlöst på storstadens - oftast Stockholms - gator, och var i regel bohemiska konstnärsmänniskor eller rika ämbetsmän, oftast manliga. Dessutom var de flitiga café- och restaurangbesökare. I samband med att trenden växte fram växte även flanörlitteraturen och flanörromanen fram.

## Genre
I flanörromanen beskrivs huvudpersonernas planlösa promenader längs stadens gator utförligt, och inte sällan stöter de i sina promenader på verkliga människor. Huvudpersonerna levde ofta fattigt, lånade pengar av vänner eller levde på sin familj och väntade på deras arv. Utöver beskrivningarna av promenaderna och de ofta dystra personligheterna innehåller flanörromanen många lokalangivelser, som ofta är noggrant och exakt förklarade. Dessa bidrar till igenkännelse till den som är bekant med miljön, men kan göra romanen svårförstådd för den som är mindre bekant. Miljöbeskrivningarnas relevans och tendensen att sätta omgivningarna i fokus på bekostnad av kraven på orsak och verkan har fått bland andra Nils-Åke Sjöstedt att kalla genren för miljöromaner.
Vidare är huvudpersonen - flanören - mer inriktad på vad som ytligt händer människorna än vad som händer inombords. I iakttagandet av stadens skeenden skapas en rörelse som enbart i sig driver romanens berättelse framåt. Flanörens värld har liknats vid en kulissvärld och en vardagsflykt från det gråa och trista i vardagen till det färgrika och vackra i omgivningen. Men i beskrivningarna av omvärlden framgår ofta i flanörromanen hur själva flanören känner sig vilsen och därför drömmer sig bort till omvärlden: flanören förefaller sorglös och njuter av livet som ett sätt att slippa känna sig bortkommen.

## Exempel
- Hjalmar Söderberg har ofta kallats flanörförfattare, och hans debutroman Förvillelser samt Doktor Glas två tydliga exempel på flanörromaner.
- Johan Klings debutroman Människor helt utan betydelse har kallats för en modern flanörroman från millennieskiftet.[1]
- Teju Coles Öppen stad, är också ett modernt exempel.
- Nobelpristagaren i litteratur 2014, Patrick Modianos Nätternas gräs, är en flanörroman som utspelar sig i Paris under både 1960-talet och i modern tid.